# Šesta bolezen
Šesta bolezen (tudi šesta otroška bolezen, tridnevni izpuščaj, šesti virusni izpuščaj ali exanthema subitum) je predvsem otroška bolezen, ki jo povzročata humani herpesvirus 6 (HHV 6) in humani herpesvirus 7 (HHV 7), virusa iz družine herpesvirusov. Inkubacijska doba traja približno 5 dni, nato se pojavi razmeroma visoka telesna temperatura in rdeč, rdečkam podoben izpuščaj, velik do 5 mm. Spremembe se najprej pojavijo na trupu, kasneje na udih. Izpuščaj izgine brez posledic, zdravljenje ni potrebno.

## Poimenovanje
Otroške izpuščajne bolezni so v preteklosti označevali po vrstnem redu: ošpice (prva bolezen), škrlatinka (druga bolezen), rdečke (tretja bolezen), Dukesova bolezen (četrta bolezen), infekcijski eritem (peta bolezen) ter exanthema subitum (šesta bolezen). Dukesove bolezni danes več ne omenjamo kot posebno bolezen; specifični patogen, ki bi jo povzročal, ni bil nikoli prepoznan in najverjetneje je šlo za različico škrlatinke.

## Simptomi
Značilna je visoka vročina, ki traja tri do pet dni (faza vročine), potem pa vročina upade in nastopi faza izpuščaja: pojavi se makulozni izpuščaj na trupu, ki se nato razširi na okončine in izgine v dveh dneh, lahko tudi v nekaj urah.

### Vročinska faza
Bolezen nastopi z nekajdnevno vročino, ki lahko tudi preseže 40 °C. Pri otrocih je v tej fazi lahko prisotna splošna utrujenost ali razdražljivost. Številni otroci se kljub vročini počutijo dobro in so normalno aktivni in pozorni; pri njih običajno vročino odkrijejo naključno.
Najpogostejši zaplet (pri 10–15 % otrok v starosti od 6 do 18 mesecev) ter hkrati najpogostejši vzrok za sprejem v bolnišnico so pri otrocih, okuženih s HHV 6, vročinski krči, ki lahko izzovejo tudi epileptični status.

### Faza izpuščaja
Izpuščaj se pojavi šele, ko vročina izzveni, običajno v roku 24 ur po tem. Ponavadi se pojavi kot makulozen ali makulopapulozen izpuščaj, posejan po glavi in trupu. Gre za blago rožnate, nekoliko privzdignjene lezije v premeru 2–5 mm. Običajno se začne pojavljati na trupu in se nato širi na okončine, vrat in obraz. Izpuščaj se praviloma ne lušči in ne srbi. Izpuščajna faza traja od nekaj ur do dva dni.

### Drugi simptomi
Pri manjšem delu otrok, ki se okužijo s HHV 6 in razvijejo simptome, se simptomi izrazijo brez vročine ali brez izpuščaja. Lahko pride tudi do vnetja bobniča, simptomov zgornjih dihal, driske ter pri dojenčkih do napete velike mečave.Razvije se lahko tudi faringitis z limfoidno hiperplazijo ter zatekanjem vek. Ti simptomi se običajno pojavijo med vročinsko fazo bolezni. Lahko so povečane bezgavke na vratu ali zatilju, vendar se te pojavijo načeloma kasneje, 2–4 po nastopu vročinske faze.

## Povzročitelj
Šesto bolezen lahko povzročita humani herpesvirus 6 (HHV 6) in humani herpesvirus 7 (HHV 7), ki ju včasih imenujejo s skupnim imenom roseolovirus. Spadata v družino herpesvirusov in poddružino betaherpesvirusov, kamor se uvršča tudi citomegalovirus. HHV 6 nadalje razvrščajo v dva podtipa, HHV 6A in HHV 6B, pri čemer je HHV 6B najpogostejši povzročitelj šeste bolezni.